# Durch die Wildnis – Das Abenteuer deines Lebens
Durch die Wildnis – Das Abenteuer deines Lebens ist eine Jugend-Doku-Serie, die seit 2011 von der Produktionsfirma E+U TV im Auftrag des Hessischen Rundfunks in Kooperation mit dem Rundfunk Berlin-Brandenburg für den KiKA produziert wird. Sendestart der Serie war am 31. Oktober 2011.

## Handlung
Im Mittelpunkt jeder Staffel steht die Reise von sechs Jungen und Mädchen aus Deutschland in eine abgelegene Gegend Europas und ihr Weg zurück in die Zivilisation. Für einen Zeitraum von vier Wochen wandern sie gemeinsam auf unterschiedlichem Terrain, wobei sie die Route zwischen dem Ausgangspunkt und ihrem nächsten Etappenziel mit einem Kompass selbst bestimmen müssen. Auch den Großteil der restlichen Entscheidungen treffen die Teilnehmer selbst.
Ihre Nächte verbringen die Jugendlichen in der Regel in Zelten, aber auch in Höhlen oder unter dem freien Himmel. Sie werden täglich mit unterschiedlichen Nahrungsmitteln versorgt, die sie selbständig mit den zur Verfügung stehenden Mitteln zubereiten müssen.
Auf ihrer Reise werden die Jugendlichen von Coach Tobias Ohmann begleitet, der ihnen Tipps und Tricks für das Überleben in der Wildnis gibt und auch als Ansprechpartner in Notfällen fungiert.
Die Jugendlichen müssen auf ihrem Weg durch die Wildnis täglich die von ihrem Coach gestellten Herausforderungen bestreiten. Dabei handelt es sich teilweise auch um körperlich anspruchsvolle Disziplinen wie Klettern, Abseilen, Tauchen, Balancieren und Rafting. Durch das Überwinden persönlicher Ängste einzelner Teilnehmer haben manche Herausforderungen daher den Charakter einer Mutprobe. Für jede erfolgreich gemeisterte Herausforderung erhalten die Jugendlichen einen Hinweis, der sie – mit allen anderen Hinweisen zusammengesetzt – am Ende ihrer Reise zu einer Überraschung führt.

## Ausstrahlung
Bis Staffel 6 bestand Jede Staffel aus 20 Folgen, seit Staffel 7 entstehen je Staffel 16 Folgen und dokumentieren die mehrwöchige Reise inklusive Anreise und Abschied der Jugendlichen. Die Episoden werden im Abendprogramm des KiKA ausgestrahlt, Wiederholungen der Serie werden unter anderem auf ARD-alpha ausgestrahlt. Die Folgen aller Staffeln sind zudem auf der Webseite der Sendung abrufbar.

### Staffel 1
Die erste Staffel aus dem Jahre 2011 begleitete die Jugendlichen Antonia, Caspar, Freddy, Kimberly, Leonie und Philip in die Hardangervidda in Norwegen.

### Staffel 2
Die zweite Staffel zeigte 2014 den Weg von David, Henriette, Julien, Mahtab, Niklas und Viviane im rumänischen Transsilvanien.

### Staffel 3
In der dritten Staffel der Serie reisten Hannah, Lucy, Lukas, Moritz, Natalie und Orlando auf die Vulkaninsel Teneriffa. Die Ausstrahlung erfolgte 2015.

### Staffel 4
Die vierte Staffel wurde 2017 ausgestrahlt und zeigte die Reise von Dominic, Jessi, Justus, Konrad, Luissa und Marie aus der spanischen Sierra Nevada zurück in die Zivilisation.

### Staffel 5
Die fünfte Staffel wurde vom 8. April bis 4. Mai 2019 mit Melanie, Evelin, Sofie, Tom, Jannis und Felix in Nordgriechenland aufgezeichnet und wurde ab dem 16. Oktober 2019 ausgestrahlt.

### Staffel 6
Die sechste Staffel in Slowenien mit Julia, Nico, Laurin, Tomomi, Noah und Laura wurde vom 8. Dezember bis 23. Dezember 2021 ausgestrahlt.

### Staffel 7
Die siebte Staffel mit Ella, Ben, Tania, Isaak, Antonia und Bruno wurde auf Gran Canaria produziert und vom 14. September bis 2. November 2023 ausgestrahlt.